# آلبرت فان اسخندل
آلبرت فان اسخندل (هلندی: Albert van Schendel; ۲۱ سپتامبر ۱۹۱۲ – ۱۲ آوریل ۱۹۹۰) دوچرخه‌سوار اهل هلند بود.